# Jan Šafránek (Maler)

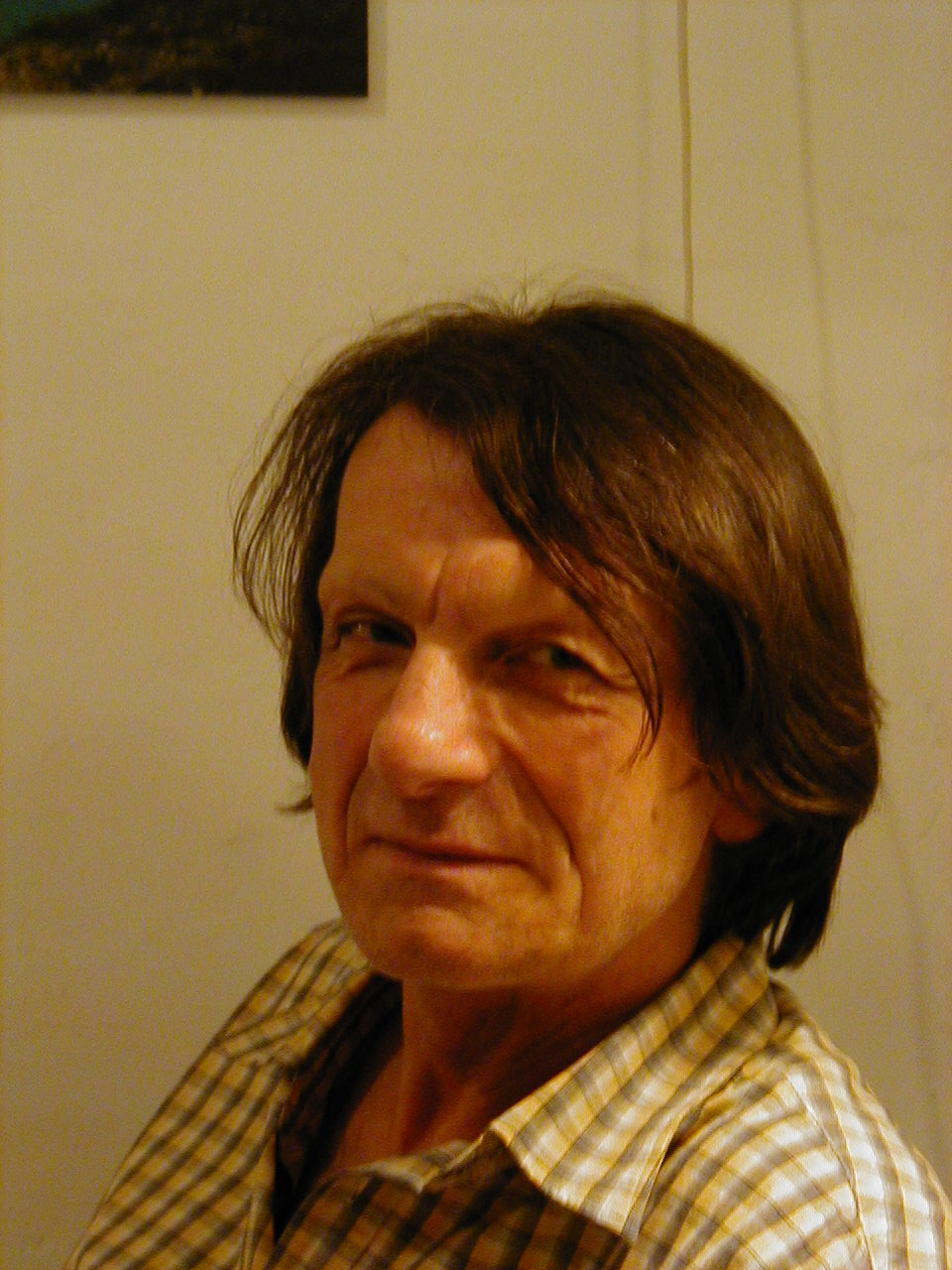
Jan Šafránek

Jan Šafránek (* 9. April 1948 in Hradec Králové) ist ein tschechischer Maler und Zeichner.

## Leben
Jan Šafránek nahm als Zwölfjähriger Privatunterricht in Zeichnen und Malen. Nach Abschluss des Gymnasiums richtete er sein erstes Atelier in Hradec Králové ein, wo die ersten figuralen Bilder entstanden. Um seinen Lebensunterhalt zu verdienen, arbeitete er gleichzeitig in verschiedenen Berufen. 1969 legte er die Schriftenmalerprüfung in Pardubice ab und war als Maler für Filmreklame tätig. 1974 übersiedelte er nach Prag, wo er als freischaffender Künstler wirkte, mit Künstlern der alternativen Szene verkehrte, an inoffiziellen Ausstellungen teilnahm und Happenings mitorganisierte.
Als Unterzeichner der Charta 77 emigrierte er 1979 nach Österreich und studierte bei Unger an der Hochschule für Angewandte Kunst in Wien. 
1981 ließ er sich in Sydney nieder. Reisen führten in durch Australien, Neuseeland, mehrere Südseeinseln, beide Amerikas und immer wieder nach Italien. 
1990 kehrte er nach Europa zurück und lebt seither in Wien und Prag.

## Werk
Die Themen seiner Werke sind in erster Linie einer zeitgenössischen Genremalerei zuzuordnen, in denen sich immer wieder Zitate alter Meister von Brueghel bis Rubens finden: Alltagsszenen auf Straßen und  Märkten, in Weinstuben und Cafés sowie figurenreiche allegorische Feste.
Sein Stil ist gekennzeichnet durch klare, detailliert vorgezeichnete Formen und durch sorgfältige Mischung der Farbtöne erzielte brillante Farbigkeit.
Werke von Jan Šafránek befinden sich in privaten und öffentlichen Sammlungen, u. a. in der Tschechischen Nationalbibliothek in Prag und in der Slowakischen Nationalgalerie, Bratislava.

## Einzelausstellungen (Auswahl)
- 1969 Malá Galerie Pardubice
- 1973 Galerie DH, Ústí n. Labem
- 1977 Galerie CSOZ-Jilska, Prag
- 1980 Galerie Zentrum, Wien
- 1981 Hogarth Gallery, Sydney
- 1982 University of New South Wales, Sydney
- 1983 Woollahra Art Gallery, Sydney
- 1989 The Fiveways Gallery, Sydney
- 1991 Palais Schwarzenberg, Prag
- 1998 Galerie Gemma, Prag
- 1998 Výstavní síň Mánes, Prag
- 1998 Künstlerhaus Opava
- 2000 Tschechisches Kulturzentrum, Wien
- 2000 Slowakisches Kulturzentrum, Wien
- 2004 Tschechisches Kulturzentrum, Brüssel
- 2004 Factory, Kunsthalle Krems
- 2007 Galerie Aventin, Prag
- 2008 Galerie Klementinum, Tschechische Nationalbibliothek, Prag

## Publikationen (Auswahl)
- Jan John Safranek, Obrazy 1970–1991, Ars Bohemia, Praha 1991
- Josef Kroutvor, Kavárny a bary Jana Šafránka, Revolver revue, Praha 1996
- Jan Šafránek, Obrazy a Kresby, Gema Art, Praha 1998
- Šafránek Jan, Exotika, album 24 grafických listů, Praha 2000
- katalog k výstavě v paláci Aventin, Lajka Production, Praha 2007
- Jan Šafránek, Svět lidí/The World of People, gallery, Praha 2008, ISBN 978-80-86990-39-2